# たん (接尾語)
接尾語としてのたんとは、一般には「○○ちゃん」の幼児語ないしは、それに準じた言葉とされる。

## 幼児語としての「たん」
幼児語としては、「ちゃん」の意味に相当するが、「ちゃん ("/tɕaɴ/") 」と発せられるはずが、"/ɕ/"が欠落して発せられる、あるいは、弱くて聞き取れない場合に使用される場合が多い。
また、大人が幼児に対して「ぼくたん」などと問いかける場合にも使われる。
一般には小学校入学後までには「さん」・「ちゃん」などや自称で使用する場合には単に「ぼく」・「わたし」などに修正される場合が多い。
中勘助の随筆「小百合さんの思ひ出」には『幼名は耳が大きかったので「ミミ」それが「ミーちゃん」「ミータンちゃん」となり』という節が出てくる。
なお、子供向けのキャラクター（「ノンタン」「にゃんたん」「ぴょこたん」「うーたん」「ペッタン」など）やマスコットキャラクター（「はばタン」「キビタン」「かねたん」「カボたん」など）として親近感をわかせるために使用する場合もある。
1970年代、TVで活躍していた水森亜土は成人ではあったが、独自の舌っ足らずな発音で自らを「亜土タン」と呼称しており、おそらくメディア上でこの発音を多用した最初の人物であると思われる。

## 少女漫画における「たん」の受容
1967年、漫画家の赤塚不二夫はりぼんで「ミータンとおはよう」を連載した。このミータンは人間の赤ん坊であった。
1970年代、別冊少女フレンドは古茂田ヒロコの「ロコたんのおしゃべり通信」「ロコたんのメイクアップファッション」を連載していた。また同誌では亜土タンこと水森亜土の「あなたと亜土たんのおてまみ広場」も連載するようになった。当時は少女の間で水森亜土のイラスト、文字（丸文字）および言葉が人気となっていた。なお水森亜土もミータンという名前のキャラクターを作成していたが、このキャラクターは猫となっている（『亜土タンの絵かきうた』などに登場）。
1978年、坂東江利子はりぼんで「ちょいまちミータン」を連載した。また1970年代にデビューしたりぼん漫画家の陸奥A子はファンより「A子たん」と呼ばれていた。
1980年代、さくらももこ「ちびまる子ちゃん」の原作漫画に収録されている『さくらももこのほのぼの劇場』にはりぼんを読みながら「A子たん」のバッグを欲しがったり、「ちょいまちミータン」の似顔絵を描こうかなと思うシーンが登場する。

## インターネットコミュニティ上の「たん」
インターネットコミュニティ上では、文字の制限や対象者を文中で使用する場合に敢えて敬称として使用する場合がある。この場合、対象者により意味合いが異なる。なお、ひらがな・カタカナの別や全角・半角の差違は特に定かではないとされる。また、対象者によっては「タソ（たそ）」とも書かれる場合もある。
- キャラクター、あるいは幼い女子など、対象が「可愛い」ものとされるもの。
愛着や絶賛に似たエールとされる。用法として「さくらタン」（カードキャプターさくら）、「エミリアたん」(Re:ゼロから始める異世界生活)「ブリジットタン」（ブリジット (GUILTY GEAR)）「南美タン」（藤井南美）、「小絵タン」（半井小絵）、「ののたん」（辻希美）、「しょこたん」（中川翔子）など。また、「○○タン萌え」は「萌え」という言葉で著名となった。
- 対象が「可愛い」ものとされない他者・第三者などに対して。
「幼児性がある」など嘲笑の対象として使用される。
- 動植物や無生物・概念などに対する萌えキャラとしての擬人名。スターン (地名)とかけられる事もある。
いわゆる「萌え擬人化」。用法として「あふがにすタン」・「ウィキペたん」・「ビスケたん」・「ハバネロたん」・「びんちょうタン」・「チハタン」・「はやぶさタン」「レキソたん」など。「～たん」という表現がオタク文化圏で定着したことにより、萌え擬人化の動きは大きく加速した[7]。
- 自称の際に使用する。
打ち間違い（タイプミス）の一種か、あるいは内部でのレッテルとして使用する。

2005年に佐藤ゆかり議員が「ゆかりタン」と一般のマスメディアでも報道されたのをきっかけに、一般にもこういった表記が浸透しつつある。「○○タン」は2005年の「ユーキャン新語・流行語大賞」の候補となる60語にノミネートされた。
また、「たん」が主に女子やロリキャラに使われるのに対し、男子やショタキャラには「きゅん」が使われることもある。これは「くん("kun")」が正しく発音されないのが変化したものと思われる（神木きゅん、秋巳きゅん）。
キャラクター設定で性別が曖昧だったり、男子ながら女子的な可愛さを持っている場合などに、「たん」と「きゅん」を合成した「たゅん」という表記も稀に用いられる。
変種として、「たゃん」「てゃん」、およびそれらから末尾の「ん」を取り除いた「たゃ」や「てゃ」なども使用が確認されている。

## その他の「たん」
方言学者の橘正一の推察によれば「すかたん」の「たん」は「頭」から来たものとされる (「スコ頭」→「スコタマ」→「スカタン」)。
伊賀北東部などの方言の「たん」は「谷」の意味であり、例えば「すっぽこたん」はすっぽこ谷、つまり僻地を意味する。
ギャル語では「やばたん」（やばい）、「つらたん」（つらい）、「うざたん」（うざい）、「きゃわたん」（きゃわいい）などの形で使われる形容詞の語尾「たん」が流行した。その後、「やばたん」は「やばたにえん」に派生した。